# Eros 30
Eros 30 è un album raccolta di Eros Ramazzotti, pubblicato il 27 ottobre 2014 per celebrare i suoi 30 anni di carriera.

## Tracce

### Disco 1
1. Terra promessa
2. Una storia importante
3. Adesso tu
4. Musica è (duetto con Andrea Bocelli)
5. Se bastasse una canzone
6. Cose della vita (Can't stop thinking of you) (duetto con Tina Turner)
7. Un'altra te
8. Più bella cosa
9. Stella gemella
10. La luce buona delle stelle (duetto con Patsy Kensit)
11. Dove c'è musica
12. L'aurora
13. Quanto amore sei
14. Fuoco nel fuoco
15. Più che puoi (duetto con Cher)
16. Linda e il mare

### Disco 2
1. L'ombra del gigante
2. Per me per sempre
3. Un'emozione per sempre
4. Un attimo di pace
5. La nostra vita
6. I Belong to You (Il ritmo della passione) (duetto con Anastacia)
7. Bambino nel tempo
8. Non siamo soli (duetto con Ricky Martin)
9. Il tempo tra di noi
10. Ci parliamo da grandi
11. Parla con me
12. Controvento
13. Il cammino
14. Bucaneve
15. Appunti e note
16. Tierra prometida
17. Coisas da vida (Can't stop thinking of you) (versione portoghese di Cose della vita)
18. De todo coração (versione portoghese di Quanto amore sei)

### Disco Bonus (edizione deluxe)
1. Ad un amico (1° singolo 1982)
2. Sole che viene (b-side 1° singolo 1982)
3. Bella storia
4. Voglio volare (b-side singolo Buongiorno bambina 1985, raro in commercio su cd)
5. La luce buona delle stelle (remix) (in commercio nell'album Musica è solo in Germania)
6. Almas rebeldes (versione spagnola Cuori agitati, 1985, raro in commercio su cd)
7. Una historia importante (versione spagnola Una storia importante, 1985, raro in commercio su cd)
8. Coisas da vida (Can't stop thinking of you) (versione portoghese di Cose della vita)
9. De todo coração (versione portoghese di Quanto amore sei)
10. Seguimi (inedito da Eros in concert, 1991, mai ripubblicato)
11. Ancora vita (inedito da Eros in concert, 1991, mai ripubblicato – canzone di apertura del tour 2013)
12. Tierra prometida
13. Linda e il mare
14. Linda y el mar

### Edizione spagnola
CD 1
1. Nada sin ti
2. Si bastasen un par de canciones
3. Cosas de la vida (versione 1997) - con Tina Turner
4. La cosa más bella
5. Fantástico amor
6. Amarte es total
7. Completamente enamorados
8. Otra como tú
9. Por ti me casaré
10. Una historia importante
11. La aurora
12. Fuego en el fuego
13. Un ángel no es
14. Nuestra vida
15. Ahora tú
16. Linda y el mar - bonus track
17. Tierra prometida (versione 1997) - bonus track

CD 2
1. Dímelo a mí
2. Una emoción para siempre
3. Música es
4. No estamos solos - con Ricky Martin
5. I belong to you (El ritmo de la pasión) - con Anastasia
6. Più che puoi - con Cher
7. Está pasando noviembre - con Amaia Montero
8. Fábula (versione 1997)
9. No te prometo nada
10. Cuanto amor me das (Live)
11. El tiempo entre los dos
12. Las cosas que he visto (versione 2007)
13. Un segundo de paz
14. Como un niño (Bambino nel tempo)
15. Dónde hay música
16. Estrella gemela - bonus track

## Classifiche

### Classifiche settimanali
| Classifica (2014) | Posizione massima |
| ----------------- | ----------------- |
| Belgio (Fiandre)  | 54                |
| Belgio (Vallonia) | 17                |
| Grecia            | 41                |
| Italia            | 4                 |
| Paesi Bassi       | 8                 |
| Repubblica Ceca   | 58                |
| Spagna            | 57                |
| Svizzera          | 15                |

### Classifiche di fine anno
| Classifica (2014) | Posizione |
| ----------------- | --------- |
| Belgio (Vallonia) | 145       |
| Italia            | 46        |
| Classifica (2015) | Posizione |
| Belgio (Vallonia) | 153       |